# Ingulec
Ingulec (ukrajinski: Інгулець) je rijeka u središnjoj Ukrajini pritoka Dnjepra, duga 549 km. Površina sliva iznosi 14.870 km². 
Rijeka izvire Dnjeparskom gorju blizini grada Kirovograda u ukrajinskoj Kirovogradskoj oblasti oko 30 kilometara od same rijeke Dnjepar s kojom teče paralelno. Ingulec dalje teče kroz Dnjipropetrovsku Mikolajivsku i Hersonsku oblast gdje se oko 30 km istočno od grada Hersona ulijeva u Dnjepar. 
Dok teče u blizini grada Krivij Riha, tok rijeke je stvorio mnoge male otoke, koji imaju bogatu vegetaciju. Međutim, vegetacija je ugrožena visokom razinom onečišćenja rijeke, zbog obližnjih rudnika. 
Najveći pritoci Inguleca su Saksahan' dug 144 km, Vysun' 195 km i Žovta duga 58 km.

## Vanjske poveznice
|  | Zajednički poslužitelj ima još gradiva o temi Ingulec |